# Cartilagini cuneiformi
La cartilagini cuneiformi o cartilagini di Morgagni (dette anche cartilagini di Wrisberg) sono due strutture cartilaginee facenti parte delle cartilagini accessorie della laringe, posizionate nello spessore della piega ariepiglottica. Essendo incostanti, sono spesso considerate come parte dell'epiglottide.

## Struttura
Le cartilagini cuneiformi sono due piccoli bastoncelli di cartilagine elastica contenuti all'interno delle pieghe ariepiglottiche. Anteriormente formano un rilievo nelle pieghe che viene chiamato tubercolo cuneiforme.